# Milovan Djilas
Milovan Đilas (en serbe : Милован Ђилас / Milovan Đilas) (né le 12 juin 1911 à Mojkovac, mort le 20 avril 1995 à Belgrade), est un homme politique et essayiste yougoslave. Membre du Parti communiste de Yougoslavie, il joua un grand rôle dans la résistance yougoslave au nazisme, au sein des Partisans dirigés par Tito. D'abord proche de Tito au sein du régime communiste yougoslave, il devint rapidement un des critiques les plus connus du système communiste, tant au niveau national qu'international.

## Biographie
Né à Podbišće près de Mojkovac dans le royaume du Monténégro, Milovan Đilas est le fils d'un riche fermier et policier. Il étudie à partir de 1929 la littérature yougoslave, puis la philosophie et le droit à l'université de Belgrade et rejoint, en 1932, le Parti communiste de Yougoslavie alors illégal. Il est prisonnier politique de 1933 à 1936. En 1938, il est élu au Comité central du Parti communiste et devint membre du Politburo en 1940.
En 1941, Đilas participe à la préparation et à l'organisation du soulèvement armé contre les occupants fascistes. Il est membre de l'état-major suprême (Vrhovni štab) pendant la Seconde Guerre mondiale et a le grade de lieutenant général de l'Armée populaire de libération du peuple (NOV / POJ). En mars 1944, il voyage dans le cadre d'une délégation de l'armée et du Parti yougoslave en tant que liaison avec Moscou. Là, il a des entretiens avec Georgi Dimitrov, Molotov et aussi plusieurs fois avec Staline.
Compagnon d'armes de Tito, il occupe les plus hautes fonctions au sein du Parti communiste yougoslave après la guerre. Il est alors présumé possible successeur de Tito.
Mais, il est condamné pour la première fois en 1954 après avoir publié dans le New York Times un article critiquant Tito. Il doit également comparaître devant le Parti communiste pour avoir publié une série d'articles « où il se révélait un adversaire du totalitarisme, et osait prôner le pluripartisme ». 
Son livre La nouvelle classe : une analyse du système communiste (paru pour la première fois aux États-Unis en 1957), analysait le système communiste, notamment en URSS et en Yougoslavie, comme le règne d'une nouvelle classe, aux commandes d'un régime totalitaire basé sur l'arbitraire et la terreur. Il a été l'inspirateur  de Mikhaïl Voslenski, qui édite en 1970 un ouvrage sur la Nomenklatura : La nomenklatura, les privilégiés en URSS. Les écrits et les prises de position de Milovan Đilas lui ont valu plusieurs peines de prison en Yougoslavie, de 1954 à 1956, de 1956 à 1961, puis à nouveau de 1962 à 1966. Il a fait, en 1966, l'objet d'une libération conditionnelle, puis a vécu en liberté surveillée en Yougoslavie.
C'est seulement en 1988 que ses ouvrages sont à nouveau autorisés à la publication en Yougoslavie.

## Ouvrages
- La nouvelle classe dirigeante, Plon, 1957.
- (en) Land without Justice, 1958.
- Conversations avec Staline, Gallimard, 1962[3]
- (en) Montenegro, 1963.
- (en) The Leper and Other Stories, 1964.
- (en) Njegoš: Poet-Prince-Bishop, 1966.
- (en) The Unperfect Society: Beyond the New Class, 1969.
- (en) Lost Battles, 1970.
- (en) Under the Colors, 1971.
- (en) The Stone and the Violets, 1972.
- (en) Memoir of a Revolutionary, 1973.
- (en) Parts of a Lifetime, 1975.
- (en) Wartime, 1977.
- Une guerre dans la guerre. La révolution de Tito 1941-1945, Paris, R. Lafont, 1980[4].
- (en) Rise and Fall, 1985.
- (en) Of Prisons and Ideas, 1986.